# 오기와라 다쿠야
오기와라 다쿠야(일본어: 荻原 拓也, 1999년 11월 23일 ~ )은 일본의 축구 선수로 포지션은 왼쪽 풀백이며 현재 J1리그 우라와 레드 다이아몬즈 소속이다.

## 구단 경력
그는 2018년 J1리그의 우라와 레즈에 입단했다. 2020년부터 2022년까지 알비렉스 니가타와 교토 상가 FC에서 뛰었다. 2023년 우라와 레즈로 복귀했다.